# Gmina Cleveland (hrabstwo Davis)

Położenie Gminy Cleveland w hrabstwie Davis

Gmina Cleveland (ang. Cleveland Township) – gmina w USA, w stanie Iowa, w hrabstwie Davis. Według danych z 2000 roku gmina miała 675 mieszkańców, a jej powierzchnia wynosi 104,29 km².